# Jo'aš Cidon
Jo'aš Cidon (hebrejsky יואש צידון, přezdíván Čato, צ'אטו;‎ 28. listopadu 1926 – 8. července 2015) byl izraelský vojenský letec a politik, poslanec Knesetu za stranu Comet.

## Biografie
Narodil se ve městě Focşani v Rumunsku. V roce 1941 přesídlil do dnešního Izraele. V letech 1944–1948 sloužil v židovských jednotkách Palmach, v letech 1945–1947 byl aktivní v organizování ilegální židovské imigrace (alija bet) z Kypru a Egypta. Během války za nezávislost velel konvojům do obleženého Jeruzaléma. Byl pak bojovým pilotem v izraelském letectvu, testovacím pilotem a leteckým instruktorem. Později řídil v letectvu oddělení zbraňových systémů a plánování. Z armády odešel roku 1966. Studoval na Hebrejské námořní škole na Technionu a na letecké škole v Francii. Působil v soukromém sektoru jako manažer, byl členem Mezinárodní asociace zkušebních pilotů.

## Politická dráha
Angažoval se v kampani za prosazení přímé volby premiéra v Izraeli. Byl členem hnutí za Velký Izrael. V izraelském parlamentu zasedl po volbách v roce 1988, do nichž šel za stranu Comet. Stal se členem výboru pro imigraci a absorpci, výboru pro ústavu, právo a spravedlnost a výboru pro ekonomické záležitosti. Ve volbách v roce 1992 mandát neobhájil.